# Adigeföld zászlaja
A zöld az iszlám színe, a 12 csillag azokat az adige törzseket szimbolizálja, amelyek a 19. századi függetlenségi harcok során egyesültek. A nyilak eredetileg a törzsek testvériségét és bátorságát jelképezték, ma már Adigeföld összes nemzetiségének testvériségére és bátorságára utalnak.